# Hermannia gilesii
Hermannia gilesii är en malvaväxtart som beskrevs av Ferdinand von Mueller. Hermannia gilesii ingår i släktet Hermannia och familjen malvaväxter. Inga underarter finns listade i Catalogue of Life.